# 福塩線
福塩線（ふくえんせん）は、広島県福山市の福山駅から広島県三次市の塩町駅に至る西日本旅客鉄道（JR西日本）の鉄道路線（地方交通線）である。

## 路線データ
- 管轄（事業種別）：西日本旅客鉄道（第一種鉄道事業者）
- 路線距離（営業キロ）：78.0km
- 軌間：1067mm
- 駅数：27（起終点駅含む）
  - 福塩線所属駅に限定した場合、山陽本線所属の福山駅、芸備線所属の塩町駅[3]が除外され、25駅になる。
- 複線区間：なし（全線単線）
- 電化区間：福山駅 - 府中駅間（直流1500V）
- 非電化区間：府中駅 - 塩町駅間
- 閉塞方式：
  - 下記を除く全線：自動閉塞式（特殊）
  - 河佐駅 - 備後矢野駅間：特殊自動閉塞式（軌道回路検知式）
- 最高速度：85km/h
- 運転指令所：
  - 福山駅 - 府中駅間： 中国総合指令所岡山指令所府中派出
  - 府中駅 - 塩町駅間： 中国総合指令所広島指令所
- IC乗車カード対応区間：
  - ICOCAエリア：福山駅 - 神辺駅間

福山駅 - 府中駅間は、2022年9月までは岡山支社の、2022年10月から中国統括本部の直轄となっている。2017年6月1日まではせとうち地域鉄道部が管理していたが、同日の組織改正に伴い廃止された。府中駅 - 塩町駅間は三次鉄道部の管轄である。境界駅である府中駅は中国統括本部の直轄であり、実際の直轄と三次鉄道部管轄の境界は府中駅上り場内信号機となっている。ただし、一部業務の広島支社への移管後も、運行および営業・広報関係では岡山・福山エリアと広島・山口エリアの区分が維持されている。
日本国有鉄道時代は塩町駅構内を含む全線が岡山鉄道管理局の管轄だった。
かつては旧岡山支社管内（岡山・福山エリア）・旧広島支社管内（広島・山口エリア）とも、独自に桜桃色をラインカラーとして使用していた。2016年春から旧岡山支社管内ではラインカラーに紫色（■）、路線記号にZが設定された。岡山支社では対象区間を「福山駅 - 府中駅」としていたが、公式サイトの全域路線図や各駅の路線記号入り運賃表では福塩線全区間に適用されている。その一方で、広島支社は寺家駅・河戸帆待川駅・あき亀山駅開業時から、2019年10月の消費税率10%化に伴う運賃改定までに順次更新された運賃表を除いて、従来の桜桃色（■）のラインカラーを路線図で使用しており、全域路線図上の路線記号設定済み区間では唯一、独自の案内色を使用しているが、駅掲示時刻表については2020年3月のダイヤ改正時に広島支社管内も路線記号入りに更新され、ラインカラーも紫色に揃えられた。JR西日本公式サイトの外国語サイトでは、広島・山口エリアについても紫色ので表記している。さらに中国統括本部発足後初となる2023年3月18日のダイヤ改正では、岡山・福山エリア各駅の時刻表の停車駅案内図を京阪神、広島・山口、山陰エリアおよびJR四国の路線記号と、岡山・福山、広島エリアの駅ナンバーに対応したデザインに変更したことから（姫路駅の駅ナンバーへの対応は駅により異なる）、福山駅 - 府中駅間の時刻表では三次駅までがの路線記号とラインカラーで表示され、併せて福山駅の駅ナンバーも記述されている。
2020年9月から導入されている駅ナンバーについては、山陽本線所属の福山駅を除いて岡山・福山エリア、広島・山口エリアとも設定対象外となっている。
福山駅 - 神辺駅間はIC乗車カード「ICOCA」のエリアに含まれている。それゆえ、ワンマンで運用される場合は、特別改札の車掌が乗務している場合を除いて同区間での車内精算は行わないが、ICOCAエリア外の湯田村駅 - 塩町駅の各駅では車内精算を行う。

### 利用状況・経営状況

#### 平均通過人員
各年度の平均通過人員（人/日）は以下のとおりである。
| 年度                   | 平均通過人員（人/日） | 平均通過人員（人/日） | 平均通過人員（人/日） | 出典   |
| 年度                   | 全線                  | 福山 - 府中           | 府中 - 塩町           | 出典   |
| ---------------------- | --------------------- | --------------------- | --------------------- | ------ |
| 2013年度（平成25年度） | 2,201                 | 6,786                 | 211                   | [ 7 ]  |
| 2014年度（平成26年度） | 2,132                 | 6,584                 | 201                   | [ 8 ]  |
| 2015年度（平成27年度） | 2,199                 | 6,806                 | 200                   | [ 9 ]  |
| 2016年度（平成28年度） | 2,242                 | 6,936                 | 206                   | [ 10 ] |
| 2017年度（平成29年度） | 2,254                 | 6,988                 | 200                   | [ 11 ] |
| 2018年度（平成30年度） | 2,181                 | 6,835                 | 162                   | [ 12 ] |
| 2019年度（令和元年度） | 2,194                 | 6,877                 | 162                   | [ 13 ] |
| 2020年度（令和02年度） | 1,790                 | 5,568                 | 150                   | [ 14 ] |
| 2021年度（令和03年度） | 1,716                 | 5,341                 | 144                   | [ 15 ] |
| 2022年度（令和04年度） | 1,885                 | 5,861                 | 160                   | [ 16 ] |
| 2023年度（令和05年度） | 1,990                 | 6,194                 | 166                   | [ 17 ] |

#### 収支・営業系数
2019年度（令和元年度）の輸送密度が2,000人/日未満の線区（府中駅 - 塩町駅間）における各3か年平均の収支（運輸収入、営業費用、営業損益）、営業係数、収支率は以下のとおりである。▲はマイナスを意味する。
| 年度                                       | 収支（億円） | 収支（億円） | 収支（億円） | 営業 係数 （円） | 収支率 | 出典   |
| 年度                                       | 運輸 収入    | 営業 費用    | 営業 損益    | 営業 係数 （円） | 収支率 | 出典   |
| ------------------------------------------ | ------------ | ------------ | ------------ | ---------------- | ------ | ------ |
| 2017 - 2019年度（平成29 - 令和元年度）平均 | 0.3          | 6.7          | ▲6.5         | 2,581            | 3.9%   | [ 18 ] |
| 2018 - 2020年度（平成30 - 令和2年度）平均  | 0.2          | 6.9          | ▲6.7         | 3,101            | 3.2%   | [ 18 ] |
| 2019 - 2021年度（令和元 - 3年度）平均      | 0.2          | 5.9          | ▲5.7         | 2,760            | 3.6%   | [ 19 ] |
| 2020 - 2022年度（令和2 - 4年度）平均       | 0.2          | 5.2          | ▲5.0         | 2,516            | 4.0%   | [ 20 ] |
| 2021 - 2023年度（令和3 - 5年度）平均       | 0.2          | 4.8          | ▲4.6         | 2,188            | 4.6%   | [ 21 ] |

## 沿線概況
福山駅では福山城に隣接した7・8番のりばから発車している。わずかに山陽新幹線・山陽本線と併走したのち、高架から地上に降りて進路を右に変えて北上を始める。線路の両側に広がる住宅街の途中に備後本庄駅があり、芦田川の左岸を走行する。横尾駅を出ると、芦田川と分かれて神辺駅に至る。神辺駅では井原鉄道井原線が分岐しているが、高屋川を渡った先まで単線並列の線路が続く。井原鉄道が分かれていくと、まもなく国道486号をくぐって左にカーブして湯田村駅につく。湯田村駅から進路を西に変えて、道上駅・万能倉駅・駅家駅・近田駅と住宅地がまばらに建っている田畑の中を進んでいく。近田駅付近から再び芦田川の左岸を走行する。次第に両側から山が迫るようになるが戸手駅付近から住宅地が再び目立つようになる。上戸手駅を過ぎて新市駅から府中市に入り、高木駅・鵜飼駅を過ぎると、運転系統上の境界駅である府中駅に着く。
府中駅までは電化されているが、府中駅からは電化されておらず、気動車によって運転されている。府中駅を出ると芦田川を渡って右岸に移り、川に沿いながら山間部に入っていく。山間部では曲線半径が小さい急カーブにより速度が低く制限されている区間があり、雨規制によって徐行運転を行う区間も多い。下川辺駅から再び北上を始め、中畑駅を過ぎて左へカーブしてトンネルをくぐると、山が開けて住宅地が目立ち、河佐駅に着く。
河佐駅を発車し、諸毛トンネルを抜けると右手にはキャンプ場がある。その先で進路を右に変え、芦田川を渡って全長 6,123m の八田原トンネルを抜けると、すぐに備後三川駅に到着する。河佐駅 - 備後三川駅間のほとんどは八田原ダムの建設によって線路が新線に切り替えられた。旧線の一部はキャンプ場の遊歩道などに転用されており、若谷山トンネルの入り口まで行くことができる。旧線には八田原駅があったが、新線への切り替えにより廃止され、現在はダム湖の湖底に沈んでいる。備後三川駅から国道432号に沿い、備後矢野駅を過ぎると上下駅に到着する。かつての上下町の中心にあり、江戸時代は石見銀山から瀬戸内海へ抜ける銀山街道の宿場町の一つであった。次の甲奴駅もかつての甲奴町の玄関口として位置づけられていた。
山間にある梶田駅・備後安田駅を過ぎて、吉舎駅から国道184号に沿いながら三良坂駅を過ぎ、右手から芸備線が寄ってくると塩町駅に到着する。

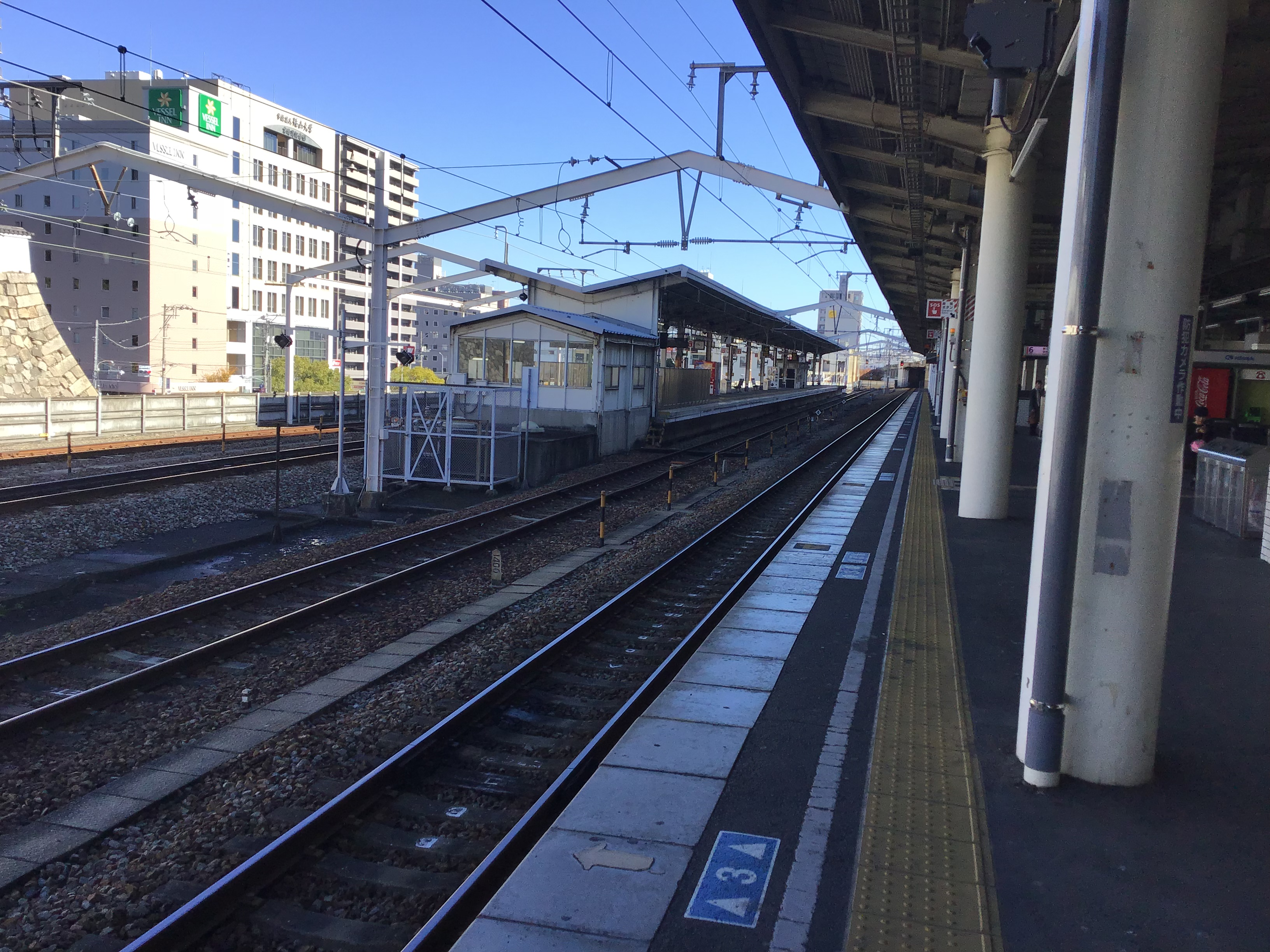
福山駅福塩線ホーム（山陽線ホームより望む。2018年11月24日）
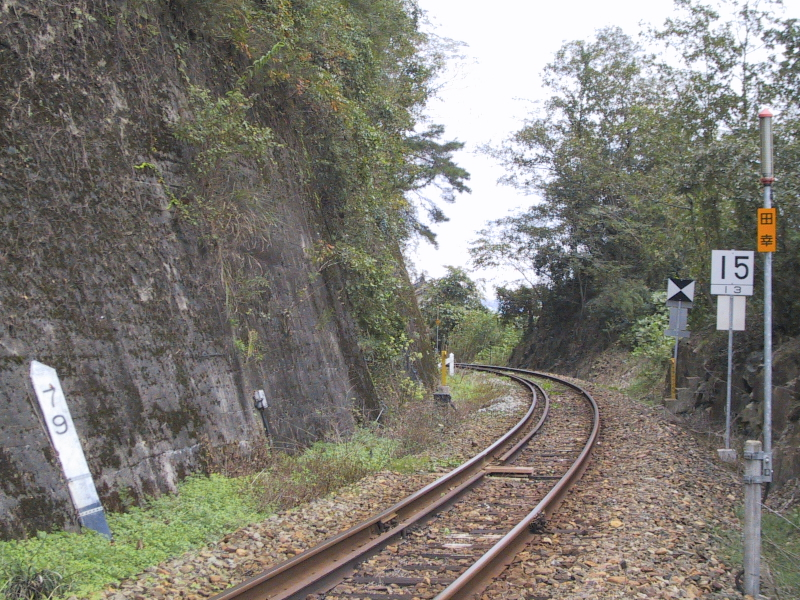
15km/h以下の速度制限がかけられた箇所（塩町駅 - 三良坂駅間）。2019年5月現在ではこの速度制限は解消しており、25km/h以下の速度制限となっている。
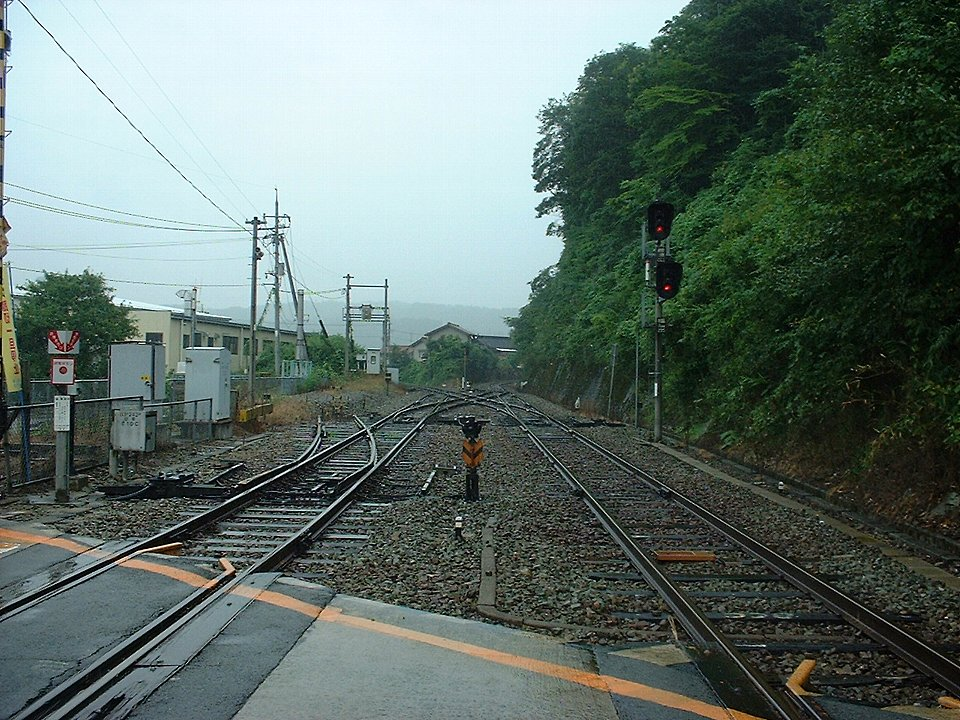
芸備線との分岐点。右が福塩線。

## 運行形態
運転系統は電化区間の福山駅 - 府中駅間と非電化区間の府中駅 - 塩町駅間の接続点である府中駅で完全に分断されている。そのため、電化区間は福塩南線、非電化区間は福塩北線と通称される。福塩南線と福塩北線で輸送実績に40倍以上という極端な差があることが特徴であり、福塩北線の輸送実績は廃止が取り沙汰されている北海道の留萌本線や、長野県・新潟県の大糸線南小谷駅 - 糸魚川駅間とほぼ同じである。
2021年3月13日改正時点のダイヤでは、普通列車のみが運転されている。

### 福山駅 - 府中駅間
福山駅 - 府中駅間の運転が基本であり、1時間に1 - 2本の列車が設定されている。朝夕は3 - 4両編成で車掌が乗務するが、日中の列車はすべて2両編成でワンマン運転を行っている。2008年3月改正から、山陽本線岡山駅まで直通する列車も設定されており、2021年3月13日改正時点では下り1本・上り2本の山陽本線直通列車のうち夕方の下り1本が和気発府中行き、朝と夜の上り各1本が府中発岡山行きとなっている。これらの列車は福山駅を境に別列車として運行される。
また、日付を越えて運行する列車が2003年10月1日のダイヤ改正での下り最終列車の繰り下げ以来設定されている。日付を越える駅は、2021年3月13日のダイヤ改正時点で駅家駅となっている。
福山駅 - 神辺駅間では井原鉄道井原線に直通する列車が3往復運転されている。
2021年10月2日のダイヤ改正まで日中に福山駅 - 万能倉駅間の区間列車が1往復運転されていた。
ワンマンで運用する場合、福山駅 - 神辺駅間はICOCAサービスエリア内につき、車内精算は行わない（都市型ワンマン運転）。

### 府中駅 - 塩町駅間
この区間のすべての列車が塩町駅を越えて芸備線三次駅まで乗り入れている。運転本数は朝夕に府中駅 - 三次駅間が5往復と吉舎駅 - 三次駅間が1往復の計6往復で府中駅 - 吉舎駅間では8時間以上、吉舎駅 - 三次駅間では7時間以上運転のない時間帯がある。以前は日中の1往復は奇数月の第3水曜日に運休しバス代行運転を行っていたが、2012年3月17日のダイヤ改正でこの時間帯に列車の設定そのものが沿線高校などのテスト日程に合わせた指定日運行化されている。ワンマン運転を行っている。
以前は平日朝に河佐駅折り返しの区間運行があった。また、上りの最終列車として三次発21時台に上下行きの列車があったが、2002年3月23日のダイヤ改正ですべて廃止された。1992年10月時点では、始発列車として上下発の三次行きと府中行き、最終列車として府中発と三次発の上下行きの区間列車が設定されていた。
また、2017年3月改正時点で上りの6本のうち2本が芸備線からの直通で広島発府中行きとして運転されていたが、2019年10月23日の平成30年7月豪雨からの芸備線全線復旧時のダイヤでは一旦直通を取りやめ三次始発となり、2019年11月20日時点のダイヤでは直通が再開された。その後、2021年10月2日のダイヤ改正で系統が分断され、広島駅からの直通列車が再度消滅している。
2021年3月13日のダイヤ改正では上下最終列車の時刻が従来より30分ほど繰り上げられ、特に上り列車では府中駅での福山方面との接続待ちが大きく改善された。
トイレは、2007年より全列車に設置されている。

### 過去の列車
国鉄時代の1986年10月31日までは福山駅から芸備線三次駅まで直通する定期列車が2往復設定されていた。また、1991年まで芸備線・木次線経由三井野原行きのスキー列車の設定があった。
一時期は福山駅 - 府中駅間に快速列車の設定が1日2往復あったが、施設上の問題で快速運転の効果が十分でなく、1991年ごろには廃止された。所要時間は32 - 33分。運行区間および停車駅は以下の通りであった。
- 福山駅 - 横尾駅 - 神辺駅 - 湯田村駅 - 万能倉駅 - 駅家駅 - 戸手駅 - 新市駅 - 府中駅

過去には電化区間では神辺駅・万能倉駅で、非電化区間では河佐駅・上下駅・吉舎駅で折り返す区間運転の列車もあった。

## 使用車両

### 現在
福山駅 - 府中駅間の電化区間はほとんどの列車に電車が使用されている。主に下関総合車両所岡山電車支所の105系および115系（3両編成）が使われており、105系や115系3両編成の検査・修繕時は113系や115系4両編成が運用されることがある。このほか、福山駅 - 神辺駅間では井原鉄道の気動車であるIRT355形も運用されている。
105系は1981年の投入時は山吹色地に紺色帯の車体塗装であったが、2009年度から黄色の単色に順次変更されていき、2017年に登場時の塗装が消滅した。
府中駅 - 塩町駅間の非電化区間では気動車が使用されており、全列車が下関総合車両所広島支所のキハ120形である。

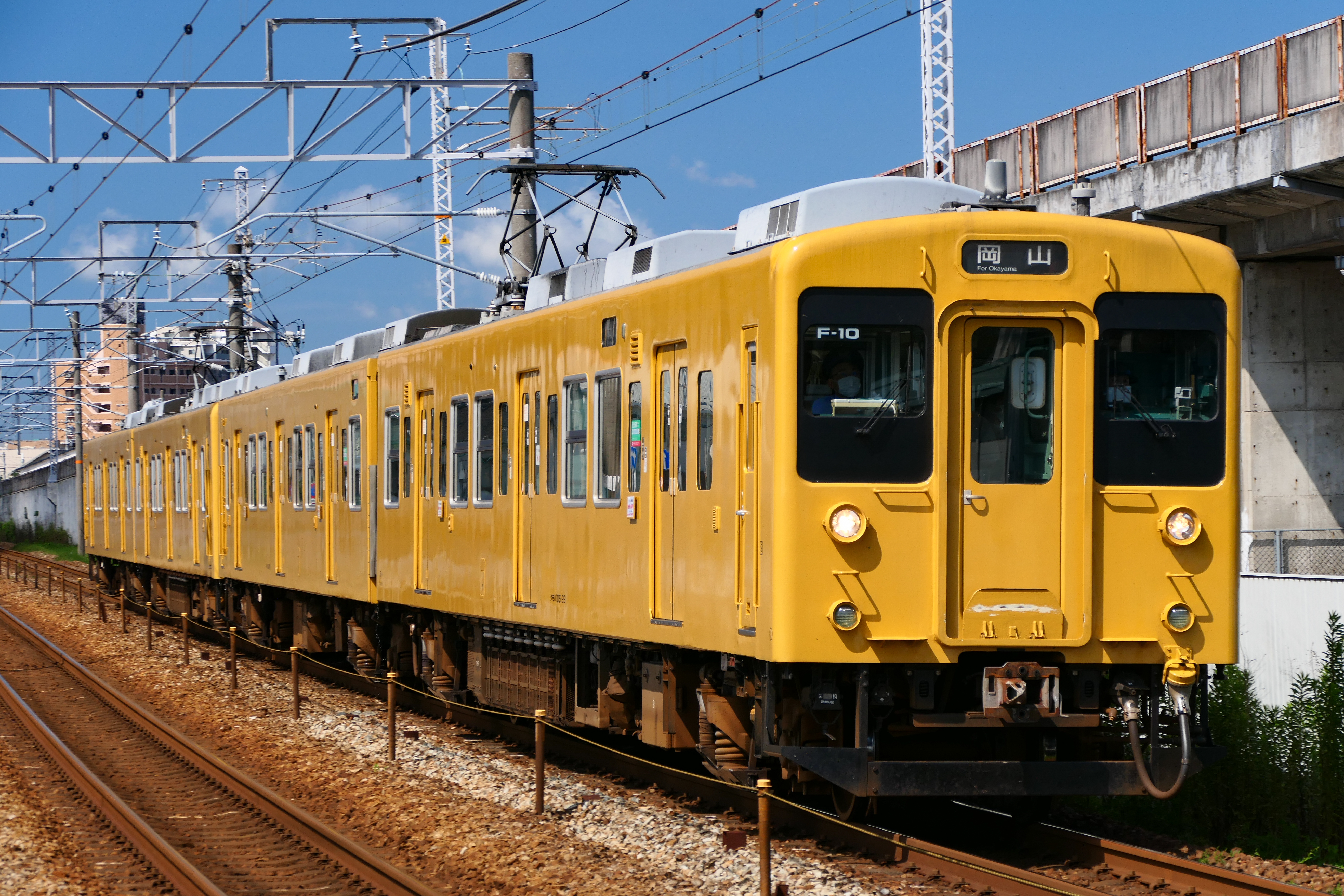
電化区間で使用される105系
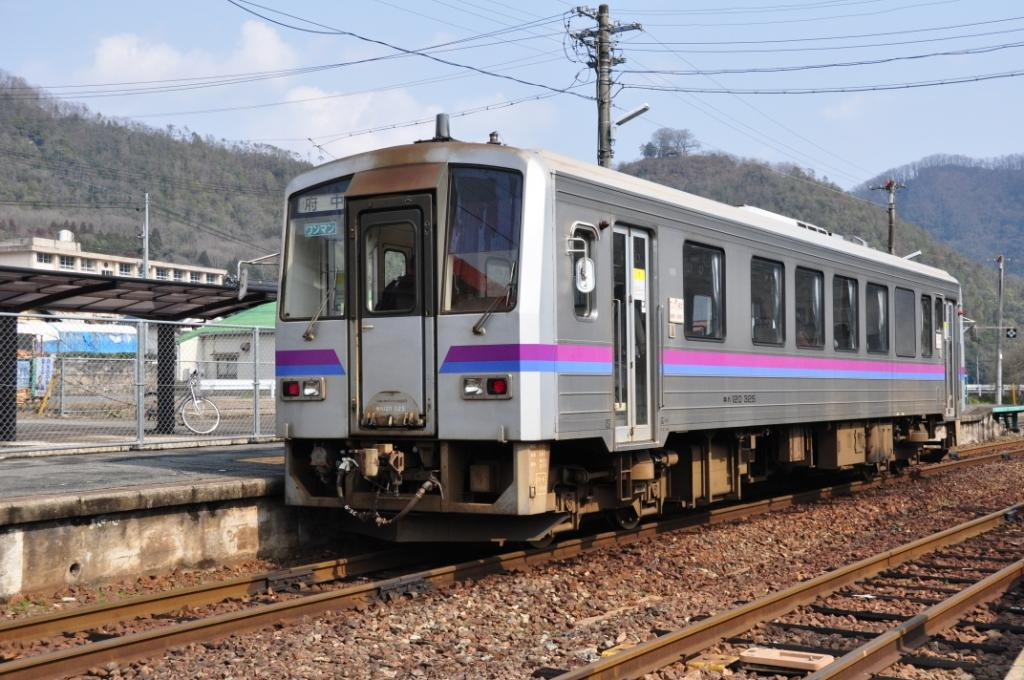
非電化区間で使用されるキハ120形

### 過去
蒸気機関車
1933年11月福塩北線が開通すると広島機関区備後十日市分庫が設置され機関車は230形が使用された。そして1935年11月上下駅まで延伸すると230形と1000形が使用された。また福塩南線は1935年12月の改軌時に貨物列車のために糸崎区の1150形が使用された。1938年7月の福塩線全通により備後十日市区のC56形および8620形が使用されるようになった。しかしC56形は1941年に軍事供出により運用を外れ、代わりに8620形が増備され蒸気機関車全廃まで使用された。旅客車は1961年6月1日よりディーゼル化され、非電化区間の貨物列車は1970年9月30日限りで廃止、電化区間についてもDE10形ディーゼル機関車に置き換えられた。
電化区間
- 70系
- クモハ51形・クハ68形
- クモハ41形・クハ55形
- クモハ11形
- クモハ12形
- クハ16形
- クモハ123形
- 103系 - 105系・115系の代走で使用

非電化区間（過去の福山直通列車を含む）
- キハ40・47形
- キハ23形
- キハ20形・キハ25形
- キハ11形・キハ17形
- キハ26形 - 間合い運用で使用
- キハ28形・キハ58形 - 間合い運用で使用

国有化前（両備軽便鉄道・両備鉄道時代）
- 軽便用御料車 … 1930年に運転されたお召し列車で使用された。
- 11号形電気機関車
- 1号形蒸気機関車
- 6号形蒸気機関車
- 9号形蒸気機関車

## 歴史
改正鉄道敷設法別表第91号に掲げる予定線の一部として両備鉄道を買収、国有化し、延長したものである。国有鉄道が保有した唯一の電気運転を実施する軽便鉄道（特殊狭軌線）であった。列車は電気機関車による牽引でのみ運行され、電車は製作されなかった。国有化後に改軌・改築され、現在の姿となった。
1989年には、芦田川に八田原ダム（1998年竣工）を建設するために、河佐駅 - 備後三川駅間が八田原トンネル（全長6,123m）経由の新線に付け替えられ、同区間の旧線上にあった八田原駅が廃止された。

### 両備軽便鉄道→福塩南線
- 1911年（明治44年）
  - 8月21日 鉄道免許状下付（福山-高屋、川南-府中間）[38]。
  - 12月12日 両備軽便鉄道株式会社設立[39][40]。
- 1914年（大正3年）
  - 7月21日：両備軽便鉄道 両備福山駅 - 府中町駅間（13.7M≒22.05km）が開業[41]。軌間762mm
    - 両備福山駅・横尾駅・神辺停留場・湯田村停留場・道上停留場・万能倉駅・駅家駅・近田駅・戸手停留場・両備天王駅（現在の上戸手駅）・新市駅・高木停留場・鵜飼停留場・府中町駅（現在の府中駅）が開業。

  - 11月20日 胡町停留場が開業[42]。
- 1915年（大正4年）5月4日：吉津停留場が開業[43]。
- 1920年（大正9年）6月29日：道上停留場が道上駅に変更。
- 1922年（大正11年）4月9日：両備軽便鉄道高屋線として神辺駅 - 高屋駅間が開業[44]。
- 1923年（大正12年）1月12日：鵜飼停留場が鵜飼駅に変更。
- 1925年（大正14年）1月12日：戸手停留場が戸手駅に変更。
- 1926年（大正15年）6月26日：両備軽便鉄道が両備鉄道に改称。
- 1927年（昭和2年）6月25日：両備福山駅 - 府中町駅間電化（直流750V）。
- 1930年（昭和5年）
  - 4月1日：営業距離の単位をマイルからメートルに変更（13.7M→22.0km）。
  - 11月14日：昭和天皇の陸軍特別大演習統監のため来県。正戸山に野外統監部が設けられたことから[45]道上駅 - 万能倉駅間に正戸山臨時乗降場がこの日のみ開設される。両備福山駅 - 正戸山駅間では軽便鉄道としては史上唯一のお召し列車が運転された[注 10]。
- 1933年（昭和8年）
  - 9月1日：両備鉄道の両備福山駅 - 府中町駅間が国有化、福塩線となる[46]。停留場が駅に変更。両備天王駅を上戸手駅に改称。
    - このとき、両備鉄道のうち非電化であった高屋線神辺駅 - 高屋駅間は買収の対象から外れ、神高鉄道に譲渡され[47]、1940年（昭和15年）に井笠鉄道の神辺線となったが1967年（昭和42年）に廃止となっている。

  - 11月15日：福塩南線に改称。
- 1934年（昭和9年）
  - 6月15日：神辺駅 - 湯田村駅間に高屋川仮信号場が開設。
  - 9月21日：高屋川仮信号場が廃止。
- 1935年（昭和10年）12月14日：横尾駅 - 府中町駅間を軌間1067mmに改軌 (-0.2km)。福山駅 - 横尾駅間を新線に付け替え (+1.8km)、既設の福山駅に乗り入れ。両備福山駅・胡町駅・吉津駅が廃止[48][49]。

### 福塩北線
- 1933年（昭和8年）11月15日：福塩北線 田幸駅（現在の塩町駅） - 吉舎駅間 (10.7km) が開業。三良坂駅・吉舎駅が開業。
- 1934年（昭和9年）1月1日：田幸駅が塩町駅に改称。
- 1935年（昭和10年）11月15日：吉舎駅 - 上下駅間 (17.0km) が延伸開業。備後安田駅・甲奴駅・上下駅が開業。

### 全通以後
- 1938年（昭和13年）7月28日：府中町駅 - 上下駅間 (28.1km) が延伸開業し全通[50][51]。福塩南線が新規開業区間と福塩北線（塩町駅 - 上下駅間）を編入し福塩線に改称。下川辺駅・河佐駅・備後三川駅・備後矢野駅が開業。
- 1940年（昭和15年）2月1日：備後本庄駅が開業。
- 1954年（昭和29年）4月10日：府中町駅 - 下川辺駅間が電化。
- 1956年（昭和31年）12月20日：府中町駅が府中駅に改称。
- 1961年（昭和36年）
  - 6月1日：府中駅 - 三次駅間の旅客列車が全て気動車に置換えられ、無煙化[52]。
  - 8月13日：福山駅 - 下川辺駅間の架線電圧が直流1500Vに昇圧。
- 1962年（昭和37年）4月1日：府中駅 - 下川辺駅間の電化が廃止。
- 1963年（昭和38年）10月1日：中畑駅・八田原駅・梶田駅が開業。
- 1981年（昭和56年）2月11日：105系が運用開始[53]。この結果当線に残っていた70系は同年3月1日で運用終了[53]。
- 1986年（昭和61年）11月1日：全線の貨物営業廃止。

### 民営化以後
- 1987年（昭和62年）4月1日：国鉄分割民営化により西日本旅客鉄道が承継。
- 1989年（平成元年）4月20日：河佐駅 - 備後三川駅間が経路変更され営業キロが1.4km短縮[54][55]。八田原駅が廃止。
- 1991年（平成3年）4月1日：福山駅 - 塩町駅間が岡山支社から府中鉄道部の直轄に変更[56]。府中駅 - 塩町駅間でワンマン運転開始[57][58]。
- 1992年（平成4年）3月14日：福山駅 - 府中駅間でワンマン運転開始[57]。
- 1999年（平成11年）1月11日：井原鉄道井原線からの片乗り入れ開始。
- 2002年（平成14年）
  - 3月23日 - 河佐駅・上下駅・吉舎駅を発着駅とする列車を廃止。三次発最終を21時台から20時に繰り上げ。
  - 4月：府中駅（構内を除く）- 塩町駅間が岡山支社の府中鉄道部の管轄から、広島支社の三次鉄道部の管轄に変更[59]。
- 2008年（平成20年）6月：府中鉄道部が廃止され、福山駅（構内を除く）- 府中駅間はせとうち地域鉄道部の直轄になる[59][60]。
- 2017年（平成29年）6月1日：せとうち地域鉄道部が廃止され、福山駅 - 府中駅間は岡山支社直轄となる（運転業務は福山列車区が担当）。
- 2018年（平成30年）
  - 3月17日：ダイヤ改正に伴い日中の福山駅 - 万能倉駅間の区間列車が3往復から1往復に削減される。福山駅 - 神辺駅間でワンマン列車はホーム側のすべてのドアが開くようになった。
  - 7月5日：平成30年7月豪雨のため、府中駅 - 塩町駅間が運休[61]。
  - 7月6日：平成30年7月豪雨による災害により、全線運休[61]。
  - 7月10日：神辺駅 - 府中駅間で運転再開[62]。
  - 7月21日：福山駅 - 神辺駅間で運転再開[63]。
  - 10月4日：吉舎駅 - 塩町駅間で運転再開[64]。
  - 10月18日：上下駅 - 吉舎駅間で運転再開[65]。
  - 12月13日：府中駅 - 上下駅間で運転再開[66][67]。これにより全線復旧[68]。
- 2019年（平成31年）3月3日：全線開通80周年の記念式典が上下駅で開催され、三次駅 - 府中駅間を1往復する記念臨時列車が運行される[51]。本来であれば2018年7月に記念イベントを開催する予定であったが、豪雨被害による運転休止により2019年に延期されていた[51][69]。
- 2020年（令和2年）
  - 7月14日：令和2年7月豪雨の影響で斜面の崩落などが発生し、府中駅 - 塩町駅間が不通となる[70][71]。
  - 8月13日：府中駅 - 塩町駅間が復旧[72][73]。
- 2021年（令和3年）
  - 3月13日：ダイヤ改正に伴い、非電化区間の上下最終列車の時刻が30分ほど繰り上がる。
  - 10月2日：ダイヤ改正に伴い、福山駅 - 万能倉駅間の区間列車が廃止[25]。芸備線との直通運転を取り止め、吉舎駅発着列車を1往復再設定[31]。

## 駅一覧
便宜上、塩町駅側の全列車が直通する芸備線三次駅までの区間を記載。
- 全列車普通列車（すべての駅に停車）
- 線路（全線単線）… ◇・∨：列車交換可、｜：列車交換不可
- 全駅広島県内に所在
- ワンマン列車の扱い（通常時）
  - ◎ … 終日ホーム側のすべてのドアが開く駅
  - ○ … 窓口の営業時間中のみホーム側のすべてのドアが開く駅
  - △ … 乗降方法がワンマン方式（後乗り前降り）の駅[注 11]。

| 電化状況 | 路線名 | 駅名       | 営業キロ | 営業キロ                            | 接続路線                                                | ワンマン 列車の 扱い | 線路 | 所在地        |
| 電化状況 | 路線名 | 駅名       | 駅間     | 累計                                | 接続路線                                                | ワンマン 列車の 扱い | 線路 | 所在地        |
| -------- | ------ | ---------- | -------- | ----------------------------------- | ------------------------------------------------------- | -------------------- | ---- | ------------- |
| 直流電化 | 福塩線 | 福山駅     | -        | 0.0                                 | 西日本旅客鉄道： 山陽新幹線・ 山陽本線 (JR-W14・JR-X14) | ◎                    | ∨    | 福山市        |
| 直流電化 | 福塩線 | 備後本庄駅 | 1.8      | 1.8                                 |                                                         | ◎                    | ｜   | 福山市        |
| 直流電化 | 福塩線 | 横尾駅     | 4.3      | 6.1                                 |                                                         | ◎                    | ◇    | 福山市        |
| 直流電化 | 福塩線 | 神辺駅     | 2.3      | 8.4                                 | 井原鉄道：井原線（連絡改札を通ると乗車可能）            | ◎                    | ◇    | 福山市        |
| 直流電化 | 福塩線 | 湯田村駅   | 2.0      | 10.4                                |                                                         | △                    | ｜   | 福山市        |
| 直流電化 | 福塩線 | 道上駅     | 0.9      | 11.3                                |                                                         | △                    | ｜   | 福山市        |
| 直流電化 | 福塩線 | 万能倉駅   | 2.1      | 13.4                                |                                                         | △                    | ◇    | 福山市        |
| 直流電化 | 福塩線 | 駅家駅     | 1.2      | 14.6                                |                                                         | △                    | ｜   | 福山市        |
| 直流電化 | 福塩線 | 近田駅     | 1.4      | 16.0                                |                                                         | △                    | ｜   | 福山市        |
| 直流電化 | 福塩線 | 戸手駅     | 1.0      | 17.0                                |                                                         | △                    | ｜   | 福山市        |
| 直流電化 | 福塩線 | 上戸手駅   | 1.8      | 18.8                                |                                                         | △                    | ｜   | 福山市        |
| 直流電化 | 福塩線 | 新市駅     | 1.2      | 20.0                                |                                                         | △                    | ◇    | 福山市        |
| 直流電化 | 福塩線 | 高木駅     | 1.7      | 21.7                                |                                                         | △                    | ｜   | 府中市        |
| 直流電化 | 福塩線 | 鵜飼駅     | 1.0      | 22.7                                |                                                         | △                    | ｜   | 府中市        |
| 直流電化 | 福塩線 | 府中駅     | 0.9      | 23.6                                |                                                         | ○                    | ◇    | 府中市        |
| 非電化   | 福塩線 | 下川辺駅   | 4.3      | 27.9                                |                                                         | △                    | ｜   | 府中市        |
| 非電化   | 福塩線 | 中畑駅     | 3.9      | 31.8                                |                                                         | △                    | ｜   | 府中市        |
| 非電化   | 福塩線 | 河佐駅     | 3.1      | 34.9                                |                                                         | △                    | ◇    | 府中市        |
| 非電化   | 福塩線 | 備後三川駅 | 7.5      | 42.4                                |                                                         | △                    | ｜   | 世羅郡 世羅町 |
| 非電化   | 福塩線 | 備後矢野駅 | 4.2      | 46.6                                |                                                         | △                    | ◇    | 府中市        |
| 非電化   | 福塩線 | 上下駅     | 3.7      | 50.3                                |                                                         | △                    | ◇    | 府中市        |
| 非電化   | 福塩線 | 甲奴駅     | 4.4      | 54.7                                |                                                         | △                    | ｜   | 三次市        |
| 非電化   | 福塩線 | 梶田駅     | 2.4      | 57.1                                |                                                         | △                    | ｜   | 三次市        |
| 非電化   | 福塩線 | 備後安田駅 | 5.2      | 62.3                                |                                                         | △                    | ｜   | 三次市        |
| 非電化   | 福塩線 | 吉舎駅     | 5.0      | 67.3                                |                                                         | △                    | ◇    | 三次市        |
| 非電化   | 福塩線 | 三良坂駅   | 6.3      | 73.6                                |                                                         | △                    | ｜   | 三次市        |
| 非電化   | 福塩線 | 塩町駅     | 4.4      | 78.0                                | 西日本旅客鉄道： 芸備線（備後落合方面）                 | △                    | ◇    | 三次市        |
| 非電化   | 芸備線 | 塩町駅     | 4.4      | 78.0                                | 西日本旅客鉄道： 芸備線（備後落合方面）                 | △                    | ◇    | 三次市        |
| 非電化   | 神杉駅 | 1.5        | 79.5     |                                     | △                                                       | ◇                    |      | 三次市        |
| 非電化   | 八次駅 | 3.3        | 82.8     |                                     | △                                                       | ｜                   |      | 三次市        |
| 非電化   | 三次駅 | 2.3        | 85.1     | 西日本旅客鉄道： 芸備線（広島方面） | ○                                                       | ◇                    |      | 三次市        |

以下の駅を除いて無人駅である。なお2020年3月1日現在、業務委託駅は存在しない。
- JR西日本直営駅
  - 福山駅、府中駅、三次駅（福山駅はみどりの窓口設置。府中駅・三次駅はみどりの券売機プラス設置）
- 簡易委託駅
  - 上下駅

駅スタンプ設置駅は以下の通り。
- 福山駅（山陽本線のスタンプ）・備後矢野駅・上下駅・三次駅（芸備線のスタンプ）の4駅。
  - 備後矢野駅は無人駅だが、簡易委託契約終了後も引き続き駅舎内で民芸品・うどん・そばを販売している店「かすりや」が保管しており、店の営業時間中に限り押すことができる。

### 過去の接続路線
- 福山駅：鞆鉄道線 - 1954年3月1日廃止
- 神辺駅：井笠鉄道神辺線 - 1967年3月31日廃止

### 廃止区間
( )内は起点からの営業キロ
1935年12月14日廃止区間
両備福山駅 (0.0) - 胡町駅 (0.6) - 吉津駅 (1.2) - 横尾駅 (4.3)
1989年4月20日廃止区間
河佐駅 (0.0) - 八田原駅 (2.5) - 備後三川駅 (8.9)

### 廃止信号場
- 高屋川仮信号場：1934年廃止、神辺駅 - 湯田村駅間（福山駅起点9.6km）